# Formica aegyptiaca
Formica aegyptiaca är en myrart som beskrevs av Fabricius 1775. Formica aegyptiaca ingår i släktet Formica och familjen myror. Inga underarter finns listade i Catalogue of Life.